# Bo Leuf
Bo Arne Leuf, född 9 juli 1952 i Nordingrå, död 24 april 2009 i Högsbo, var en svensk programmerare och författare.

## Biografi
Under en del av uppväxten bodde han i Alberta, Kanada, men familjen återvände till Sverige 1967.  Leuf öppnade under 1980-talet tillsammans med ett par vänner Göteborgs första spel- och bokaffär för Science fiction och Fantasy. Butiken som låg på Järntorget gick under namnet "Wizard". När vännerna efter några år senare gick åt skilda håll öppnade Leuf spel- och bokaffären "Daggskimmer" (först Storgatan/Viktoriagatan, slutligen Olivedalsgatan). 
Leuf skrev faktalitteratur om internetprogram samt skrev regelbundet artiklar i datortidningar. 
Bo Leuf skrev tillsammans med Ward Cunningham boken The Wiki Way: Quick collaboration on the Web (2001), som var den första boken om wiki-teknik. Han hade en liknande bakgrund inom objektorienterad programmering som medförfattaren Cunningham, vilken räknas som wiki-konceptets uppfinnare.
Han skrev även bland annat böckerna Outlook 2000 in a Nutshell (2000) och PeerToPeer (2002).
I april 2007 valdes han till kassör i styrelsen för Piratpartiet.
Bo Leuf är gravsatt i minneslunden på Västra kyrkogården i Göteborg.